# Ривај (Белуно)
Ривај (итал. Rivai) је насеље у Италији у округу Белуно, региону Венето.
Према процени из 2011. у насељу је живело 269 становника. Насеље се налази на надморској висини од 582 м.